# Jacqueline Robin
Pour les articles homonymes, voir Bonneau et Robin.
Jacqueline Robin, née le 11 décembre 1917 à Saint-Astier (Dordogne) et morte le 3 février 2007 à Taverny (Val-d'Oise), est une pianiste française. 
Elle entre à l'âge de 10 ans au Conservatoire de Paris où elle obtient cinq premiers prix. En 1945, elle forme un célèbre duo de pianistes avec Geneviève Joy (qui deviendra l'épouse du compositeur français Henri Dutilleux).

## Carrière
Familière de Poulenc, Milhaud, Jolivet, Dutilleux, Ohana, Ballif, Louvier et de tant d’autres compositeurs dont elle avait interprété ou créé les œuvres, Jacqueline Robin était une musicienne accomplie et une pianiste d’une extraordinaire subtilité. Elle fut, d’abord sous le nom de Jacqueline Bonneau, la partenaire recherchée des plus grands chanteurs de son époque Schwarzkopf, Souzay, Haefliger, Stich-Randal, intenses collaborations dont le disque a retenu d’émouvants témoignages. Plus de quatre-vingt-dix enregistrements, faisant la part belle à la musique de chambre, notamment avec Geneviève Joy dans un duo de pianos sans équivalent aujourd’hui, ou encore avec la violoniste Michèle Auclair, ont peut-être un peu éclipsé la soliste d’exception qu’elle savait être dans Mozart, Schubert, Schumann ou la musique française et contemporaine. Les gravures qu’elle a consacrées à Boëly, compositeur français pré-romantique, nous restituent heureusement la pureté de son jeu fluide et coloré, d’une ample respiration, transparent mais toujours riche harmoniquement et ponctué d’une pédale impeccable.
Sa solide formation d’écriture, acquise auprès de Jean Gallon, chez qui elle fut la condisciple, déjà admirative, d’Henri Dutilleux, lui permettait d’étayer son imagination par une connaissance vivante des textes, loin de tout académisme, et d’insuffler à ses étudiants le goût de la découverte comme l’intelligence de la beauté.
Elle aimait profondément le Conservatoire national supérieur de Paris où elle a enseigné de 1968 à 1988 le déchiffrage, classe dont elle sut revêtir le nom trop modeste d’une importante signification pour ceux de ses élèves qui, intégrant la grande maison grâce à leur maîtrise de quelques morceaux de concours, avaient toute la musique à découvrir. Elle avait entrepris patiemment et méthodiquement de leur en donner les clés, les installant tour à tour à deux pianos ou quatre mains, invitant un chanteur dans la classe ou proposant de lire un extrait de West Side Story.
Dans les dernières années de sa vie, Jacqueline Robin a dispensé chaque été son enseignement à de nombreux jeunes solistes lors de master-classes à Sophia-Antipolis (Alpes-Maritimes).
Elle s’est éteinte début février 2007, des suites d’un brutal accident vasculaire cérébral. En 2015,  la ville de Taverny a rendu hommage à Jacqueline Robin en donnant son nom au nouveau Conservatoire à rayonnement communal, un établissement qui accueille annuellement plus de 500 élèves. 
Elle repose dans l’ancien cimetière d'Eaubonne (Val-d'Oise).

## Vie privée
Jacqueline Robin a épousé en premières noces à Évreux le 22 janvier 1940 le compositeur et chef d’orchestre Paul Bonneau, dont elle divorça en 1959. Le couple a eu un fils, Christian Bonneau (lui-même compositeur-arrangeur), dont la marraine était Geneviève Joy. Elle s’est remariée le 6 novembre 1959 à Paris avec Claude Robin, ingénieur et chef d'entreprise, dont elle aura un fils. Claude Robin est décédé en 2020. 

## Discographie
Pour le récital, elle fut la première partenaire de Gérard Souzay.
- Lieder : Schubert. Avec Gérard Souzay baryton, Jacqueline Bonneau et Dalton Baldwin au piano. Réf Testament 1CD.
- Lieder : Schubert, La Belle Meunière, Ernst Haefliger, ténor et Jacqueline Bonneau, piano Deutsche Grammophon, Haefliger edition
- Lieder : Schumann Wolf. Avec Gérard Souzay baryton, Jacqueline Bonneau et Dalton Baldwin  au piano. Réf Testament 1CD.
- Lieder : Schubert, Wolf, Strauss, Elizabeth Schwarzkopf et Jacqueline Robin, festival de Strasbourg 1960
- Mélodie française : Canteloube, Debussy, Roussel...Gérard Souzay, Geneviève Touraine et Jacqueline Robin, cd Lys
- Mélodie française : Ravel, Debussy Ariettes oubliées, Graziella Sciutti et Jacqueline Bonneau, cd Philips 4427502
- « Baroque, classical & traditional Songs & Arias » : Couperin, Lully, Rameau, Gluck : mélodies avec accompagnement piano et orchestre. Orchestre des Concerts du Conservatoire, Gérard Souzay, Robert Cornman, et Jacqueline Bonneau par Testament (CD audio - 2003).
- Mélodies avec accompagnement piano et orchestre : Falla, Ravel, Fauré par Gérard Souzay, Dalton Baldwin, et Jacqueline Bonneau par Testament (CD audio - 2003)
- Bartok : sonate pour 2 pianos et percussions, Jacqueline Robin et Geneviève Joy, Jean-Claude Casadesus
- Sonate pour piano op.1 n°1, Caprice pour piano op. 2, Suites op.16, Étude op.6 et op.13… d'Alexandre Pierre François Boëly par Jacqueline Robin CD Arion ARN 68260.